# عقد 1350
عقد 1350 هو عقد امتد بين 1 يناير 1350 و31 ديسمبر 1359 بحسب التقويم الميلادي. سبقه عقد 1340 ولحقه عقد 1360.

## أحداث
- معاهدة زادار (1358)
- معركة بواتييه (1356)
- معركة إهتمان (1355)

## مواليد
- الأشرف زين الدين شعبان (1354)
- مانويل الثاني (1350)
- إدموند مورتيمر (1352)
- إنفانتي دينيس (1354)
- جونغجونغ ملك جوسون (1357)
- خوان الأول ملك قشتالة (1358)
- ديك ويتينغتون (1354)
- مارغريت الثالثة، كونتيسة فلاندرز (1350)
- محمد بن عمر زبير (1351)
- روبرشت ملك ألمانيا (1352)
- عبد القادر المراغي (1353)

## وفيات
- ابن قيم الجوزية (1350)
- خواجو الكرماني (1352)
- خوانا نونيز دي لارا (1351)
- محمد بن محمود الآملي (1352)
- بيدرو أفونسو، كونت برشلونة (1354)
- ماري من أفيسنيس (1354)
- الحاكم بأمر الله الثاني (1352)
- ألفونسو الحادي عشر (1350)
- أبو ثابت الأول (1352)
- أبو الحسن علي بن عثمان (1351)
- ماستينو الثاني ديلا سكالا (1351)

## كتب
- Yves Denis Papin (1998). Chronologie de l'histoire ancienne. Lieu de publication non identifié: Éditions Jean-paul Gisserot. ISBN:2-87747-346-5. OCLC:40746926. مؤرشف من الأصل في 2022-03-16.
- موسوعة حضارة العالم (2002) لأحمد محمد عوف.

## روابط خارجية
- تصفح سنة بسنة عقد 1350 على موقع onthisday.com
- تصفح سنة بسنة عقد 1350 ابتداءً من سنة عقد 1350 على موقع المكتبة الوطنية الفرنسية